# 北井子站
北井子站位于中华人民共和国辽宁省丹东市下辖东港市北井子镇，经过本站的铁路有丹大快速铁路，距丹东站57公里，大连北站236公里，建筑面积800平方米，为客运三等火车站。

## 历史
北井子站于2015年12月17日随丹大快速铁路一起投入使用。

## 外部連結
- 中国铁路客户服务中心（页面存档备份，存于）